# Хундинг (Нижняя Бавария)
Хундинг (нем. Hunding) — община в Германии, в Республике Бавария. Община расположена в правительственном округе Нижняя Бавария в районе Деггендорф и непосредственно подчиняется управлению административного сообщества Лаллинг. Население составляет 1183 человека (на 31 декабря 2010 года). Занимает площадь 14,67 км².

## Население
По оценке на 31 декабря 2015 года население общины Хундинг составляет 1176 чел. 

| Дата      | 1840 | 1871 | 1900 | 1925 | 1939 | 1950 | 1961 | 1970 | 1987 | 2011 |
| --------- | ---- | ---- | ---- | ---- | ---- | ---- | ---- | ---- | ---- | ---- |
| Население | 687  | 736  | 888  | 965  | 933  | 1136 | 886  | 935  | 1117 | 1151 |

| Год       | 1960 | 1970 | 1980 | 1990 | 2000 | 2009 | 2010 | 2011 | 2012 | 2013 | 2014 | 2015 |
| --------- | ---- | ---- | ---- | ---- | ---- | ---- | ---- | ---- | ---- | ---- | ---- | ---- |
| Население | 907  | 949  | 1016 | 1107 | 1211 | 1174 | 1183 | 1160 | 1162 | 1166 | 1162 | 1176 |